# لودفيغ موند
الدكتور لودفيغ موند (7 مارس 1839—11 ديسمبر، 1909)، وكان عالم الكيمياء الألماني المولد يهودي ومن الصناعيين الذين أخذوا الجنسية البريطانية.

## روابط خارجية
- لودفيغ موند على موقع الموسوعة البريطانية (الإنجليزية)